# Дейкстра, Ринеке
Ринеке Дайкстра (нидерл.  Rineke Dijkstra; 2 июня 1959, Ситтард) — нидерландская фотохудожница и видеоартистка, живущая и работающая в Амстердаме. Получила почётный грант от Королевского фотографического общества, а в 2017 году стала лауреатом премии «Хассельблад» с призовым фондом в 100 000 евро.

## Биография
Закончила художественную Академию Геррита Ритвелда в Амстердаме (1986). Работала как коммерческий фотограф. Первую персональную выставку показала в 1984 в Амстердаме. В 1990-е годы начала реализовывать индивидуальные проекты, первым из них стала приобретшая известность серия Пляжные портреты (1992—1996). С середины 1990-х работает над видеопроектами (The Buzzclub, Liverpool, UK / Mysteryworld, Zaandam, NL, 1996-1997, и др.). Работы художницы демонстрировались на Венецианской биеннале 1997 и 2001, на Биеннале искусства в Сан-Паулу (1998), Туринской фотобиеннале (1999) и др.

## Творческая манера
Работы Ринеке Дейкстра часто сопоставляют с фотографиями Августа Зандера и Дианы Арбус.

## Альбомы, каталоги выставок
- Rineke Dijkstra: beaches. Amsterdam: idea books, 1996
- Rineke Dijkstra: beach portraits. Chicago: LaSalle Bank, 2002.
- Rineke Dijkstra: a retrospective.New York: Solomon R. Guggenheim Foundation, 2012

## Признание
Премия Кодак (1987) и другие награды. Работы художницы не раз показывались в крупнейших музеях мира, хранятся в их собраниях (Тейт Британ, Рудольфинум, МОМА, Метрополитен-музей и др.). Дейкстра — почётный доктор Королевской школы изобразительных искусств в Лондоне (2011). В 2012 ретроспективная выставка её работ за двадцать лет была развернута в нью-йоркском музее Соломона Гуггенхайма ().

## Галерея
Королевская семья Нидерландов — самая известная из работ Ринеке Дейкстры.
- Король Нидерландов - Виллем-Александр